# Christian Kroll (Musiker)
Christian Kroll (* 27. September 1943 in Ober Bellmannsdorf, Landkreis Lauban) ist ein deutscher Kirchenmusikdirektor, Chorpädagoge und Organist.

## Leben
Kroll wuchs nach Kriegsende in Passau auf. Sein erster Orgellehrer war Walther R. Schuster. Von 1962 bis 1971 studierte er Schulmusik an der Münchner Musikhochschule und schloss dieses mit den Staatsexamen für das künstlerische Lehramt an Gymnasien, für evangelische Kirchenmusik und für Orgel ab.
Ab 1968 war er Kantor an der evangelisch-lutherischen Andreaskirche in München-Fürstenried, zu deren 50-jährigem Bestehen er im September 2013 dort ein Jubiläumskonzert gab. In diesem Zeitraum war er auch als Organist, Cembalist und Korrepetitor bei den Münchner Philharmonikern tätig. In München lehrte er Orgel und evangelische Kirchenmusik an der Pädagogischen Hochschule München-Pasing, zudem Orgel, Liturgik, Hymnologie und Musikpädagogik am Richard-Strauss-Konservatorium.
1978 wurde er als Stadt- und Bezirkskantor nach Regensburg berufen. 1981 wurde ihm der Titel Kirchenmusikdirektor verliehen. In Regensburg leitete er von 1978 bis 2008 den Oratorienchor und den von ihm gegründeten Raselius-Chor der Regensburger Kantorei, deren Hauptaufführungsort die Dreieinigkeitskirche ist. 1983 übernahm er zudem von Rudolf Schindler die Leitung des Universitätschors der Universität Regensburg, den er bis 2008 dirigierte. Unter seiner Leitung entwickelte sich der Hochschulchor zum Konzertchor und hatte im Wintersemester 1988/89 etwa 100 Mitglieder. Kroll arbeitete unter anderem mit dem Symfonický orchestr hlavního města Prahy FOK, den Nürnberger und Münchner Symphonikern zusammen. Neben Konzertreisen nach ins europäische Ausland und nach Israel hatten seine Chöre zahlreiche Rundfunk- und Fernsehaufnahmen. 1994 wurde der Universitätschor mit dem Kulturpreis der Universitätsstiftung „Pro Arte“ und 2007 mit dem Kulturförderpreis der Stadt Regensburg ausgezeichnet. Beim Papstbesuch in Bayern 2006 oblag dem Chor die musikalische Gestaltung der Vorlesung von Benedikt XVI., die er beim Besuch der Universität hielt.
Sein Abschiedskonzert gab Kroll am 31. Mai 2008 im Auditorium maximum der Regensburger Universität. Die Leitung des Universitätschors übernahm zum Sommersemester 2009 Kirchenmusikdirektor Roman Emilius.

## Auszeichnungen
- 1992: Kulturpreis der Stadt Regensburg
- 2001: Kulturpreis der OBAG